# Hello Saferide
Hello Saferide — шведская группа, исполняющая музыку поп (тви-поп), а также инди-рок. Была создана композитором Аникой Норлин.
В версии на шведском языке биография определяется в городе Уиллимантик, штат Коннектикут. На основе ставшей популярной в интернете песни «High School Stalker», в 2005 году был подписан контракт с Razzia Records.
Аника Норлин — журналистка, работает на несколько газет в Швеции. Также ведёт несколько радио-шоу на Sveriges Radio P3.

## Дискография

### Альбомы
- 2005 Introducing... Hello Saferide
- 2008 More Modern Short Stories From Hello Saferide

### Синглы
- 2005 — If I Don’t Write This Song Someone I Love Will Die
- 2005 — My Best Friend
- 2006 — Would You Let Me Play This EP 10 Times a Day?
- 2006 — Long Lost Penpal
- 2007 — I Was Definitely Made for These Times
- 2008 — Anna
- 2010 — Fredrik
- 2010 — Arjeplog